# Свердловка (Денисовский район)
Свердловка (каз. Свердлов) — село в Денисовском районе Костанайской области Казахстана. Административный центр Свердловского сельского округа. Находится примерно в 55 км к северу от районного центра, села Денисовка. Код КАТО — 394063100.

## Население
В 1999 году население села составляло 794 человека (392 мужчины и 402 женщины). По данным переписи 2009 года, в селе проживало 860 человек (404 мужчины и 456 женщин).